# Erckartswiller
Erckartswiller è un comune francese di 282 abitanti situato nel dipartimento del Basso Reno nella regione del Grand Est.

## Società

### Evoluzione demografica
Abitanti censiti